# La Villette
La Villette är en kommun i departementet Calvados i regionen Normandie i norra Frankrike. Kommunen ligger i kantonen Thury-Harcourt som ligger i arrondissementet Caen. År 2022 hade La Villette 222 invånare.

## Befolkningsutveckling
Antalet invånare i kommunen La Villette
Referens:INSEE